# اونتربرون
اونتربرون (به آلمانی: Unterbrunn) یک منطقهٔ مسکونی در آلمان است که در گاوتینگ واقع شده‌است.